# Bechuanaland britannique
Ne doit pas être confondu avec Protectorat du Bechuanaland.

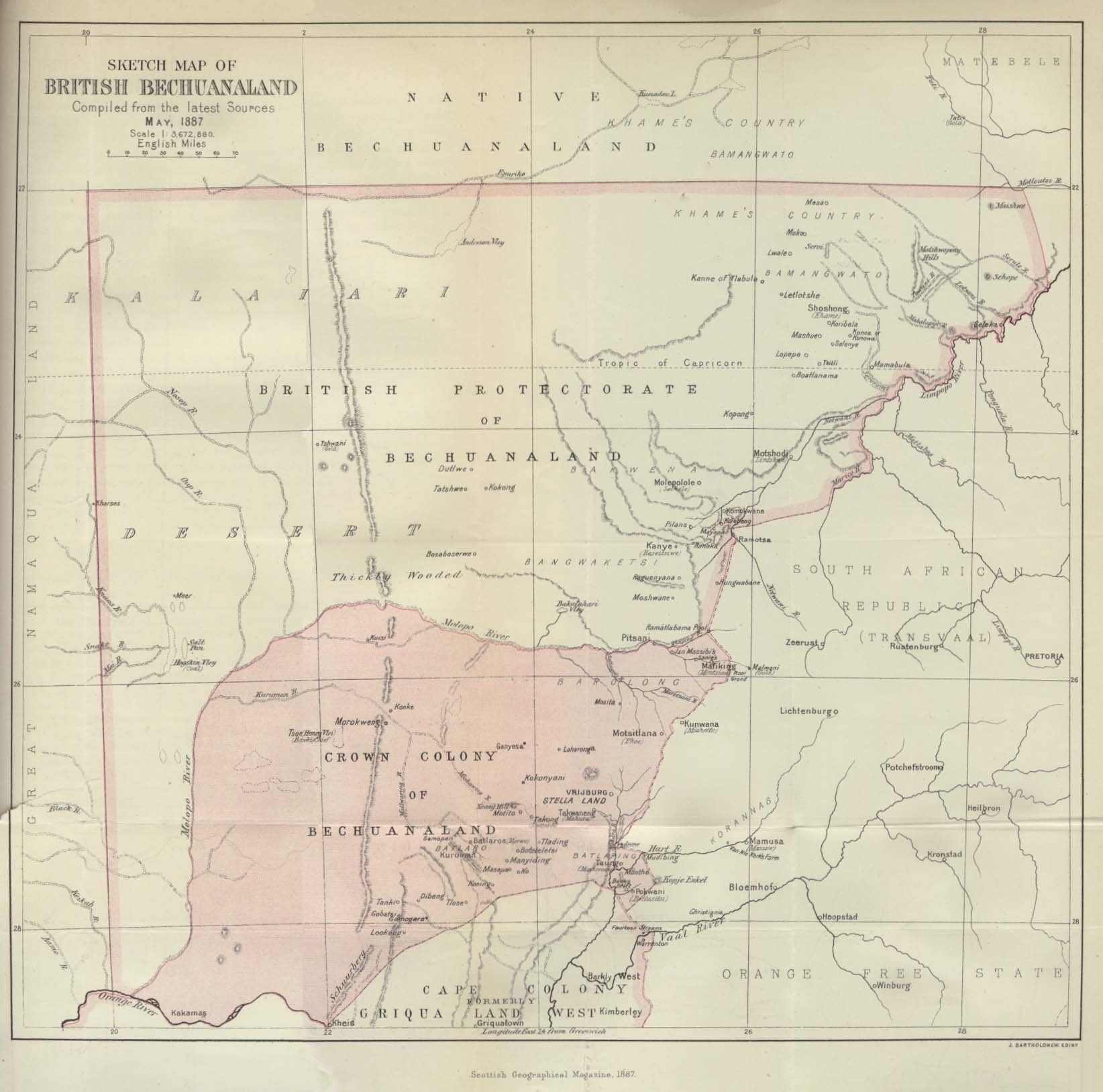
situation de la colonie au sud du protectorat

Le Bechuanaland britannique est une colonie de la Couronne britannique qui a existé en Afrique australe, depuis sa formation le 30 septembre 1885 jusqu’à son annexion à la colonie voisine du Cap le 16 novembre 1895. Le Bechuanaland britannique avait une superficie de 133 190 km2 et une population de 84 210 habitants. Aujourd’hui, la région est partie intégrante de l’État sud-africain.